# 덴마크 공주 베네딕테
자인비트겐슈타인베를레부르크 부인 덴마크 공주 베네딕테(Princess Benedikte of Denmark, Princess of Sayn-Wittgenstein-Berleburg, 1944년 4월 29일 ~ )는 덴마크의 프레데리크 9세의 둘째 딸이며 현 덴마크 여왕 마르그레테 2세의 여동생이며 왕위 계승순위 11위에 위치해 있다. 베네딕트 공주는 종종 공식 석상에서 마르그레테 2세를 대신하곤 한다. 